# Elsa aus Kamen

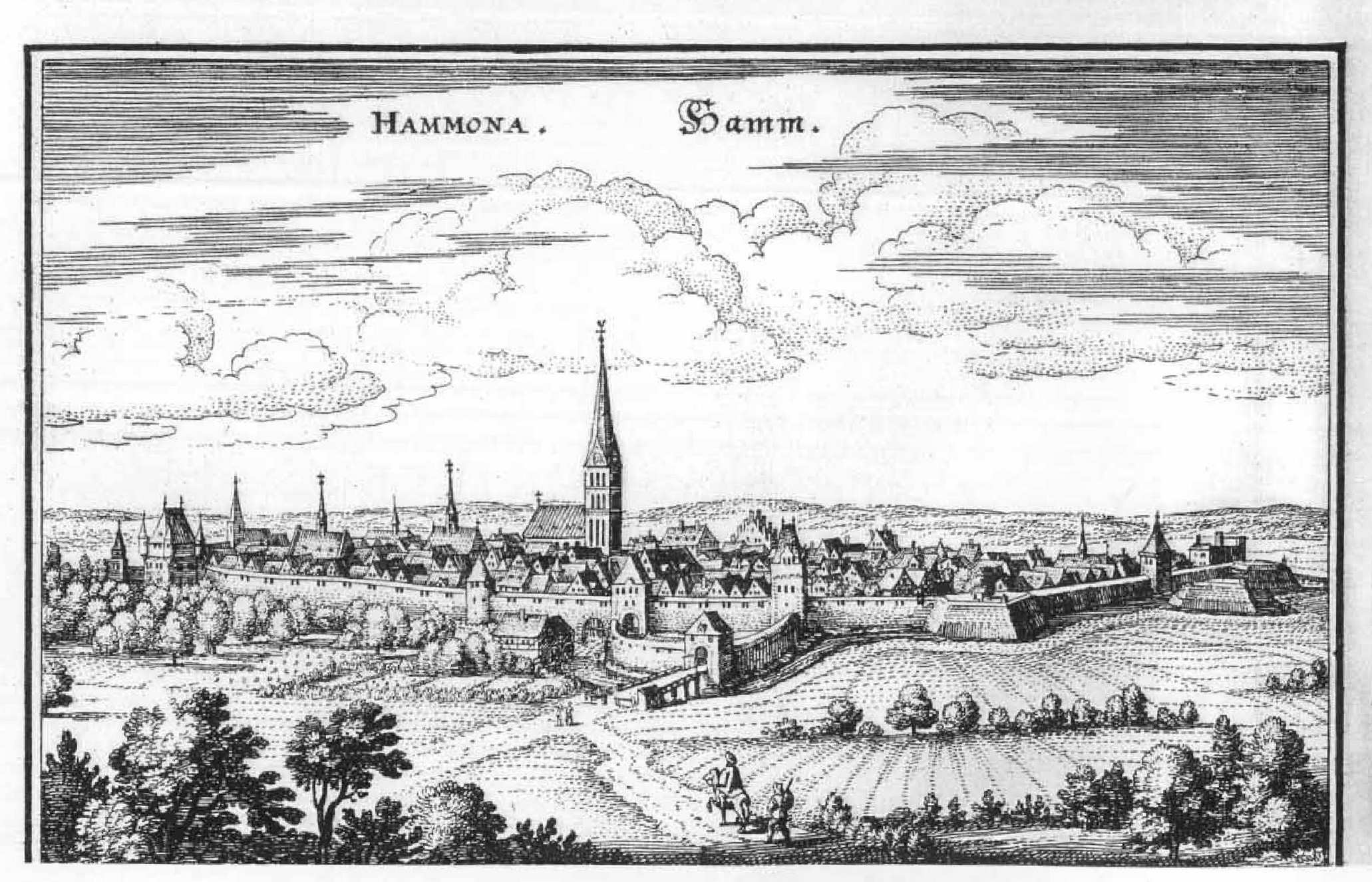
Merianstich der Stadt Hamm mit Festungsanlagen und Stadtmauer von 1647, Nordansicht über die Lippe hinweg

Elsa aus Kamen (* ca. 1545 in Kamen; † ca. 1565 in Hamm) war ein Opfer der Hexenverfolgungen in Hamm. Sie arbeitete als Köchin im Kloster Kentrop in Hamm und wurde wegen angeblicher Hexerei hingerichtet, zusammen mit ihrer Mutter, die anscheinend auch in der Klosterküche gearbeitet hatte. Beide müssen demnach katholisch gewesen sein. Brüder werden erwähnt. 

## Quelle und Datierung
Der Tecklenburger Hofarzt Johann Weyer (1515–1588) schildert das Schicksal von Elsa in seinem Buch Von Teufelsgespenst, Zauberern und Gifftbereytern (De praestigiis daemonum, 1586). Er gibt keine genaue Zeitangabe an für die Vorfälle in dem Hammer Kloster. Die lateinische Ausgabe erschien erstmals 1563; die deutsche Auflage wurde 1586 gedruckt. In unmittelbarem Zusammenhang finden sich in der deutschen Auflage Zeitangaben über Begebenheiten aus dem Jahr 1564 und über Weyers persönliche Nachforschungen vom 25. Mai 1565. Möglicherweise haben sich also die Ereignisse um die Köchin Elsa in diesem Zeitraum zugetragen. In den Staatsarchiven Münster und Düsseldorf sowie im Stadtarchiv Hamm haben sich keine Unterlagen zu diesem Hexenprozess erhalten.

## Prozessverlauf

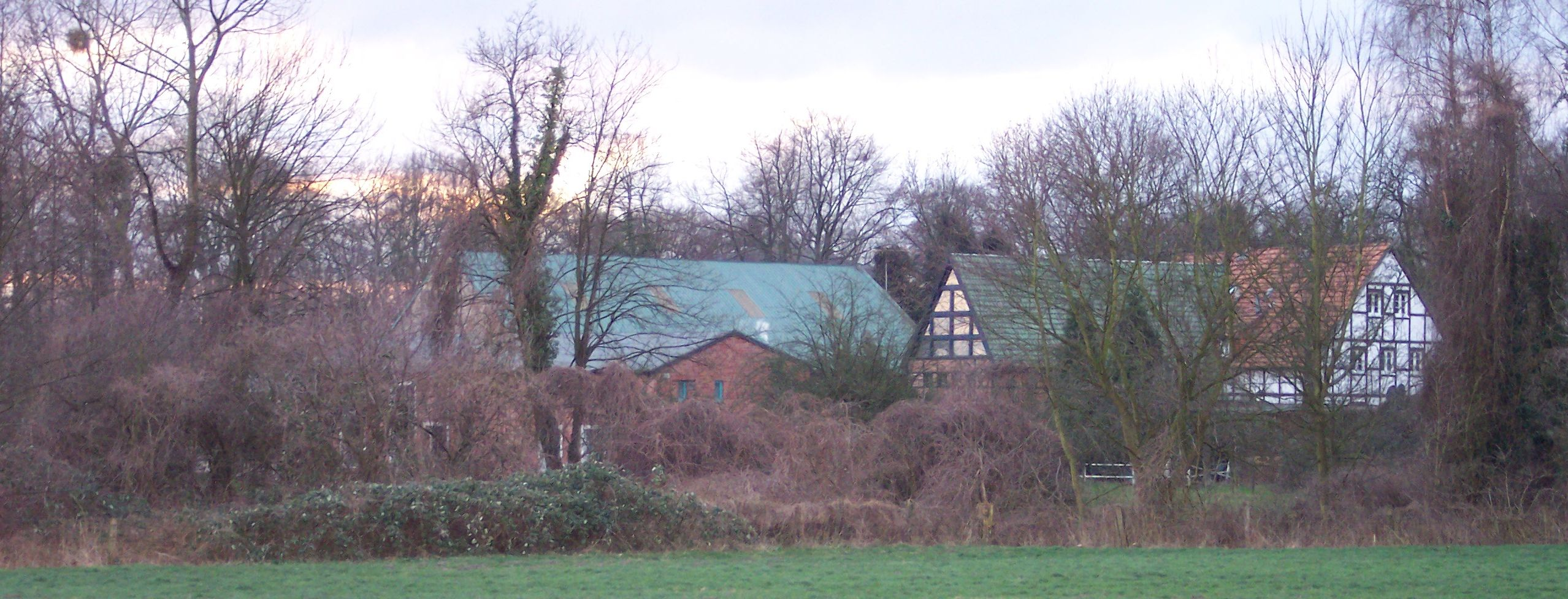
Haus Kentrop

Im Allgemeinen geht die Geschichtsschreibung davon aus, dass die Stadt Kamen keine Opfer der Hexenverfolgung zu beklagen hatte. Überraschend sind daher die Aufzeichnungen von Johann Weyer über die Köchin Elsa aus Kamen, die vor 450 Jahren in der Frühphase der Hexenverfolgungen zusammen mit ihrer Mutter in die Mühlen eines Hexenprozesses in Hamm geriet.
Um 1460 lebten im dortigen Kloster Kentrop 14 Schwestern, Novizinnen und Laienschwestern. Nichtadelige Frauen konnten als Laienschwestern gröbere Arbeiten im Klausurbereich innerhalb des Klosters verrichten, z. B. in der Küche. Elsa könnte eine solche Laienschwester gewesen sein. 
Ungewöhnliche Gesundheitsbeschwerden traten bei den Klosterfrauen auf. Sie wurden von seltsamen Zuckungen gepeinigt, fielen auf die Erde und wussten nachher nicht, was mit ihnen geschehen war. Niemand konnte sich diese Anfälle erklären, sondern man führte sie auf das Einwirken dämonischer Zauberkräfte zurück. Zu Beginn der Frühen Neuzeit sahen Menschen bei Krankheiten von Mensch oder Tier satanische Kräfte am Werke.
Eine „alte verständige Klosterjungfrau“ namens Anna Lemgo wurde zuallererst „von der Plage hart angegriffen.“ Da dieses Schicksal auch andere Klosterjungfrauen erlitten, wurden die Nonnen zu einem Wahrsager geschickt. Der redete ihnen ein, sie seien von der Köchin aus Kamen, Elsa genannt, verhext worden.
Anna Lemgo sagte als Zeugin: Elsa, die Köchin zu Kamen, habe ihr diese Krankheit der Fallsucht angezaubert. So wurde die Köchin schließlich als „Unhold“ ins Gefängnis geworfen und in harten Banden gefesselt. Wohl unter der Folter wurde von ihr das Geständnis erpresst, dass sie eine lange Zeit Nonnen in dem Kloster gepeinigt habe.
Sie bekannte im Verhör, dass sie alles mit einem fremdartigen [„welschen“] Süpplein ausgelöst habe. In ihrem Kräutergericht („Krautköcht“) seien eine giftige Schlange, eine Kröte und Menstruationsblut heimlich vermischt gewesen. Dieses „Krautköcht“ wurde vom Gericht als Ursache der Krämpfe ausgemacht. 
Als die Köchin schon zum Tode verurteilt war, verteidigte sie jedoch ihre Berufsehre und widerrief vor der Hinrichtung, dass sie Menschen mit ihren Kochkünsten Schaden zugefügt hätte. Sie sagte, ihre Kochkünste könnten es nicht gewesen sein, die zu den Krampfanfällen im Kloster geführt hätten. Es könnten höchstens Verwünschungen oder Verfluchungen gewesen sein. Alles, was Übles im Kloster bei den Jungfrauen geschehen sei, sei allein mit Verfluchungen zuwege gebracht worden. Schließlich wurde die Kamener Köchin Elsa samt ihrer Mutter als „Zauberische“ verbrannt.
Der Arzt Johann Weyer betonte: Damit ist erwiesen, „dass durch Unheil wünschen und verfluchen Teufel in einen Menschen nicht mögen getrieben werden“. Obwohl die beiden Frauen, die Tochter samt der Mutter, auf dem Scheiterhaufen „geopfert“ wurden, so hätte doch das grausame Spektakel der Fallsucht bei den Nonnen kein bisschen nachgelassen.

## Gedenken
In Hamm-Heessen findet sich ein Gedenkstein vom Heimatverein Heessen aus dem Jahr 1991 für die Opfer der Hammer Hexenprozesse. Die Köchin Elsa und ihre Mutter werden dort nicht erwähnt. 
Inschrift am Hexendenkmal in Hamm Heessen: An dieser Stelle befand sich bis 1960 der „Hexenteich“. Heessener Bürgerinnen und Bürger wurden um 1600 als Hexen verfolgt und verbrannt. Heimatverein Heessen e.V. 1991. An dem Steindenkmal sind die vier Namen der Heessener Opfer eingraviert: Else Lindemann, Heinr. Hesselmann, 1595 angeklagt und auf freien Fuß gesetzt; Witwe Anna Brinkmann, am 14. Dezember 1594 verbrannt; Wendele Heinemann, am 21. März 1612 zum Tod durch Verbrennen verurteilt.